# Convoluta marginalis
Convoluta marginalis är en plattmaskart som beskrevs av Ivanov 1952. Convoluta marginalis ingår i släktet Convoluta och familjen Convolutidae. Inga underarter finns listade i Catalogue of Life.